# Guinobatan, Albay
Guinobatan đô thị hạng 1 ở tỉnh Albay, Philippines. Đây là nơi sinh của tướng Simeón Ola, vị tướng Philipin cuối cùng đầu hàng quân đội Mỹ sau cuộc chiến tranh Philipin-Mỹ.
Theo điều tra dân số năm 2015, đô thị này có dân số 82.361 người trong.

## Các khu phố (barangay)
Guinobatan được chia thành 44 khu phố (barangay).
| - Agpay - Balite - Banao - Batbat - Binogsacan Lower - Binogsacan Upper - Bololo - Bubulusan - Marcial O. Rañola (Cabaloaon) - Calzada - Catomag - Doña Mercedes - Doña Tomasa (Magatol) - Ilawod - Inamnan Pequeño - 'Inamnan Grande' | - Inascan - Iraya (Libas) - Lomacao - Maguiron - Maipon - Malabnig - Malipo - Malobago - Maninila - Mapaco - Masarawag - Mauraro - Minto - Morera - Morga - Muladbucad Pequeño | - Muladbucad Grande - Ongo - Palanas - Poblacion - Pood - Quitago - Quibongbongan - San Francisco - San Jose (Ogsong) - San Rafael - Sinungtan - Tandarora - Travesia |